# Lee Tae-gon
Lee Tae-gon (hangul: 이태곤; 27 de noviembre de 1977) es un actor y modelo surcoreano.

## Vida personal
Tiene dos hermanas mayores.
Estudió Educación Física en la Universidad de Kyonggi, y fue instructor de natación antes de entrar en la industria del espectáculo. Después hizo un Master en Artes Escénicas en la Universidad de Gyeonggi.
En abril de 2010 comenzó una relación con la actriz Oh Seung-hyun. Sin embargo, ambos se separaron después de alrededor de un año.

## Carrera
Es miembro de la agencia Rama Entertainment.
Debutó como modelo en 1988. 
Tras un paréntesis de siete años, volvió a la pequeña pantalla en 2021 con las dos primeras temporadas de Amor (invitados especiales: matrimonio y divorcio) como uno de los protagonistas. En la tercera temporada fue sustituido por Kwon Hyuk-jong.

## Filmografía

### Series de televisión
| Año  | Título                                             | Papel                | Canal     | Notas                           | Ref.   |
| ---- | -------------------------------------------------- | -------------------- | --------- | ------------------------------- | ------ |
| 2005 | Dear Heaven                                        | Gu Wang-mo           | SBS       |                                 |        |
| 2006 | Yeon Gae Somun                                     | Yeon Gae Somun joven | SBS       |                                 | [ 5 ]  |
| 2007 | Winter Bird                                        | Jung Do Hyun         | MBC       |                                 |        |
| 2008 | Detective Mr. Lee                                  | Lee Han              | MegaTV    |                                 |        |
| 2008 | My Life's Golden Age                               | Dong Han             | MBC       |                                 |        |
| 2009 | Assorted Gems                                      | Seo Yeong-guk        | MBC       | también titulada Jewel Bibimbap | [ 6 ]  |
| 2010 | Golden Fish                                        | Lee Tae Young        | MBC       |                                 | [ 7 ]  |
| 2011 | Gwanggaeto, The Great Conqueror                    | Dam Duk/Gwanggaeto   | KBS1      |                                 | [ 7 ]  |
| 2013 | One Well-Raised Daughter                           | Han Yoo-chan         | SBS       |                                 | [ 8 ]  |
| 2021 | Amor (invitados especiales: matrimonio y divorcio) | Shin Yu-shin         | TV Chosun | Temporada 1                     | [ 9 ]  |
| 2021 | Amor (invitados especiales: matrimonio y divorcio) | Shin Yu-shin         | TV Chosun | Temporada 2                     | [ 10 ] |

### Variedades televisivas
| Año       | Título                                        | Función            | Canal     | Notas                         | Ref.          |
| --------- | --------------------------------------------- | ------------------ | --------- | ----------------------------- | ------------- |
| 2012      | Law of the Jungle in Siberia                  | Miembro del equipo | SBS       | Ep. 23-28                     | [ 11 ]        |
| 2015      | Law of the Jungle in Brunei                   | Miembro del equipo | SBS       | Ep. 175-177                   | [ 12 ]        |
| 2016      | Law of the Jungle in Papua New Guinea         | Miembro del equipo | SBS       | Ep. 216-219                   | [ 13 ] [ 14 ] |
| 2017      | Battle Trip                                   | Concursante        | KBS2      | Ep. 65-67                     | [ 15 ]        |
| 2017      | Law of the Jungle in Fiji                     | Miembro del equipo | SBS       | Ep. 288-292                   | [ 16 ]        |
| 2018      | Law of the Jungle in Northern Mariana Islands | Miembro del equipo | SBS       | Ep. 349-452                   |               |
| 2019-2020 | Law of the Jungle in Chuuk and Pohnpei        | Miembro del equipo | SBS       | Ep. 393-397                   | [ 17 ]        |
| 2022      | Stars' Top Recipe at Fun-Staurant             | Miembro del equipo | KBS2      | Desde el 6 de mayo            | [ 18 ]        |
| 2022      | Trust Me and Follow Me, Urban Fishermen 4     | Miembro del equipo | Channel A | Temp. 4 - desde el 9 de julio | [ 19 ]        |
| 2022      | Fan Heart Contest                             | Presentador        | KBS2      | Desde el 20 de octubre        | [ 20 ]        |
| 2022      | Middle class 4                                | Presentador        | KBS1      | Desde el 23 de octubre        | [ 21 ]        |
| 2023      | City Sashimi Restaurant                       | Chef               | Channel A | Desde el 23 de marzo          | [ 22 ]        |

## Premios y nominaciones
| Año  | Premio                   | Categoría                                 | Papel                     | Resultado |
| ---- | ------------------------ | ----------------------------------------- | ------------------------- | --------- |
| 2005 | SBS Drama Awards         | New Star Award                            | Dear Heaven               | Ganador   |
| 2009 | MBC Drama Awards         | Best Couple Award                         | Assorted Gems             | Candidato |
| 2010 | MBC Drama Awards         | PD Award                                  | Golden Fish               | Ganador   |
| 2010 | MBC Drama Awards         | Top Excellence Award                      | Golden Fish               | Candidato |
| 2010 | MBC Drama Awards         | Grand Prize                               | Golden Fish               | Candidato |
| 2011 | KBS Drama Awards         | Excellence Award, Actor in a Serial Drama | King Gwanggaeto the Great | Ganador   |
| 2011 | KBS Drama Awards         | Top Excellence Award, Actor               | King Gwanggaeto the Great | Candidato |
| 2014 | SBS Drama Awards         | Excellence Award, Actor in a Serial Drama | One Well-Raised Daughter  | Candidato |
| 2019 | SBS Entertainment Awards | Best Challenge Award, in variety show     | Law of the Jungle         | Ganador   |